# Y-O Ranch (Wyoming)
Y-O Ranch es un Lugar designado por el censo ubicado en el condado de Platte en el estado estadounidense de Wyoming. En el año 2010 tenía una población de 195 habitantes y una densidad poblacional de 30.95 personas por km² .

## Geografía
Y-O Ranch se encuentra ubicado en las coordenadas 42°2′6.99″N 104°55′23.09″O / 42.0352750, -104.9230806. Según la Oficina del Censo, la localidad tiene un área total de 6,3 km² (2,4 mi²), de la cual 6,3 km² (2,4 mi²) es tierra y 0 km² (0 mi²) (0.0%) es agua.

## Demografía
En el 2000 la renta per cápita promedia del hogar era de $32.273, y el ingreso promedio para una familia era de $30.795. El ingreso per cápita para la localidad era de $12.188. En 2000 los hombres tenían un ingreso per cápita de $23.750 contra $18.542 para las mujeres. Alrededor de 19.3% estaba bajo el umbral de pobreza nacional.